# マンモスマン
- キン肉マン > キン肉マンの登場人物 > マンモスマン
- キン肉マンII世 > キン肉マンII世の登場人物 > マンモスマン

マンモスマンは、ゆでたまごの漫画『キン肉マン』およびその続編『キン肉マンII世』に登場する架空の人物。マンモスをモチーフにした超人である。
アニメ版での声優は佐藤正治。

## 主な特徴
キン肉星王位争奪編「失意!キン肉マン!!の巻」より登場。1万年前の氷河時代を生き延びたマンモス一族が進化した超人。2本の巨大な牙「ビッグ・タスク」と長い鼻「パワフル・ノーズ」を操るパワーファイターである。運命の5王子の一人キン肉マンスーパー・フェニックス率いる知性（フェニックス）チームのメンバーとして登場した。
その圧倒的な強さから、対戦相手を舐めきるファイトをしていたが、正義超人との闘いを経て、真剣勝負の清々しさに目覚めていった。
精神面が弱点だが、フェニックスに裏切られた時のために奥の手を温存しておくなどの策を練っており、パワーだけの超人でない所を見せた。親から顔を傷つけられたことがなく、顔を傷つけられると激昂するという一面も持っている。
『キン肉マンII世』登場時は、知性と獣性の相反する性格を共有する超人と紹介されている。
「夢の超人タッグ編」終盤の応募超人の1人であり、ゆでたまごによると王位争奪編の開始前から、次のシリーズでの活躍を決めており、バッファローマンのライバルとして選んでいた。

## 『キン肉マン』でのマンモスマン

### キン肉星王位争奪編
キン肉星王位争奪サバイバルマッチに不満を持ちフェニックスに襲い掛かるキン肉マンを突き飛ばした時に初登場。キン肉星王位争奪サバイバルマッチでは知性チームの1人として参加する。

#### 一回戦（VS強力チーム）
一回戦の会津若松城にて行われたキン肉マンビッグボディ率いる強力（ビッグボディ）チーム戦では知性チーム先鋒に選抜。強力チームの先鋒ペンチマンを撃破、続く次鋒レオパルドンを瞬殺し、中堅ゴーレムマン相手にはキン肉マンチームが3人抜きを決めるまで手加減するなど、余裕のファイトを見せて撃破。続く副将キャノン・ボーラー戦では、次鋒のフェニックスと交代するためわざと引き分けになるなど、無類のタフネスを見せている。

#### 二回戦（VS残虐チーム）
二回戦の名古屋城で行われたキン肉マンソルジャー率いる残虐（ソルジャー）チームとの戦いでは当初、先鋒サタンクロスが引き分けた後の次鋒として選抜されていたマンモスマンだったが、残虐チームの提案により空中に浮かぶ立方体リングでフェニックス、マンモスマン、プリズマンの3人とソルジャー、バッファローマン、ブロッケンJr.の3人による3vs3の6人タッグマッチを戦う。
フェニックスの策略により、残虐チームを分断させ、ソルジャーと交代したバッファローマンと野獣対決を繰り広げる。一度は自身のビッグ・タスクによりバッファローマンを恐怖させるが、ソルジャーの助言により、恐怖を断ち切ったバッファローマンの「超人十字架落とし」によりダウン。その後、ソルジャーの秘密が書かれた超人予言書のページを残虐の神から受け取ろうとするが、バッファローマンの妨害により場外へ転落。もみ合いの末「バッファローBOMB」によりKOされるが、実は予言書を奪うための芝居であり、戦闘不能には至らなかった。バッファローマンの隙をついて手に入れた予言書が、ソルジャーの身体に作用することに気付き、フェニックスの命令で屋外のたいまつの中に放り込んでしまう。
バッファローマンとの対決は本編の直前に行われた企画「夢のビッグマッチ人気投票」で2位に選ばれている。同じ頃に発表された第4回人気投票では9位にランク入りしている。この扱いに関して「不人気超人NO.1だと思っていたが、人間どもは、何を考えているんだ」とコメントしている。

#### 決勝戦（VSキン肉マンチーム）
キン肉マンチームの特訓をフェニックスらと偵察していたマンモスマンは、奈良の竹林での自分への対策を終えて、決勝会場である大阪城へと向かっていたウォーズマンを襲撃。「ビッグ・タスク・ドリル」でマスクを破壊し、戦闘不能に追い込む。
決勝戦では副将に選抜されていたが、変則タッグマッチであるイリミネーション・ルーレット・マッチに参戦し、フェニックスやジ・オメガマンと共に、キン肉マン、ロビンマスク、ザ・サムライと闘う。ロビンの作戦により予言書が燃え肉体が消滅し始め、さらにビッグ・タスクで自らを貫く深手を負ったため、「もう役には立たない」とフェニックスとの間に亀裂が生じて見捨てられ、ロビンと共に予言書のページを燃やされて消滅の危機に陥るが、裏切られた時のための切り札「アイス・ロック・ジャイロ」をフェニックスにくらわせ離反。キン肉マンから自軍に勧誘されたが前述のように真剣勝負の醍醐味を知り、どちらの味方にもつかずロビンとの決着を求める。アイス・ロック・ジャイロで氷漬けにしたロビンにとどめを刺そうとするが技を返され、ロビンの「ロープワーク・タワー・ブリッジ」でKOされ敗北。マンモスマンの予言書を繋ぐ糸が断ち切れ消滅が始まり、ここで先にロビンが消滅。この戦いを通じて真剣勝負の醍醐味と正義超人の友情の素晴らしさに魅せられ、残されたキン肉マンたちにロビンのアノアロの杖を形見として残し、「オレはお前たち正義超人の友情にほだされたわけじゃない」と満足そうに微笑みながら涙ながらに消滅した。
アニメでは、最終回にてキン肉マンのフェイス・フラッシュにより復活するシーンが描かれ、その後もキン肉マンの祝勝会の牛丼パーティに参加していた。

### 新シリーズ
オメガ・ケンタウリの六鎗客編の後の新シリーズで復活し、ソ連（現トルクメニスタン）ダルヴァザの地獄の門に到着した超神ランペイジマンと2体の超神とラーメンマンとウォーズマンたちの前に、飛来する巨大な氷の塊から出現する。
そして、再結成された超人血盟軍の“血盟の理念“に賛同して超神コーカサスマンと戦闘を開始するが、コーカサスマンの鎧と兜の三本の角に苦戦する。しかし、ウォーズマンとラーメンマン、観客たちの声援を受けて涙を流し友情パワーに目覚めて、鎧の胸の部分の一点を狙って攻撃を繰り返し、最後の必殺技「サンクション・ノーズ・フェンシング」で脆くなっていた鎧の胸の部分を貫き通して勝利する。
そして、リングから転落しかけたコーカサスマンの腕を掴んで救助するが、かつてのザ・マンの心境に得心したコーカサスマンに手を振り払われる。コーカサスマンが落下した直後に地獄の門の上空のリングが崩壊を始めて、もはやリングから脱出する余力も残っていなかったマンモスマンは自身の最期を悟って、預かっていたカピラリアの欠片と残りの超人パワーを合体させて鳥取砂丘まで飛ばし、そこで埋まっていたロビンマスクを復活させる。最後はフェニックスに後を託して炎の中に落下して死亡した。
落下する直前、フェニックスに頭を下げて頼まれて今回の計画に協力していたことが明かされた。後にマンモスマンの遺志を引き継いだロビンマスクがランペイジマンと対峙した際、ランペイジマンに「なかなかの傑物だった」と評された。
「キン肉マン超人総選挙2021」では、第17位にランクインしている。

### 主要対戦成績
- シングルマッチ
  - ○ペンチマン（パワフル・ノーズブリーカー）
  - ○レオパルドン（ノーズ・フェンシング）
  - ○ゴーレムマン（ゴースト・キャンバス）
  - △キャノンボーラー（両者ノックアウト）
  - ○コーカサスマン（サンクション・ノーズ・フェンシング）
- タッグマッチ
  - ○残虐チーム（キン肉マンソルジャー / ブロッケンJr. / バッファローマン、マッスル・リベンジャー）
  - ×キン肉マンチーム（キン肉マン / ロビンマスク / ザ・サムライ→ネプチューンマン、7000万パワーマッスル・スパーク）
- 団体戦
  - ○強力チーム（4勝1引き分け）
  - ○残虐チーム（2勝1引き分け）
  - ×キン肉マンチーム（1勝2敗1引き分け）

## 『キン肉マンII世』でのマンモスマン
『キン肉マンII世』では、時系列ではキン肉星王位争奪編の前となる『究極の超人タッグ編』に登場。21世紀から来たウォーズマンが、自身のタッグパートナーとして、知性（フェニックス）チームのメンバーになる前で、シベリアの氷河の下で眠っていたマンモスマンを目覚めさせスカウトし、彼とヘルズベアーズを結成する。それ以前のヘラクレス・ファクトリーの講義では、悪魔将軍・フェニックスに並ぶ3大最強悪行超人と言われていた。
究極の超人タッグ出場当初はヘルズベアーズNo.1マイケルとして熊の着ぐるみで扮装し、無邪気な態度を装いつつも、時折見せる凶暴さで予選のバトルロイヤルを勝ち上がり、1回戦の相手であるチーム・コースマス（メテオマン、スプートニックマン）を撃破する。
2回戦の組み合わせ抽選会にて対戦チームのヘル・イクスパンションズ（ネプチューンマン、セイウチン）と対峙した際、当初はネプチューンマンからはどこぞの馬の骨呼ばわりされるものの、セイウチンと対峙した際に激しく興奮し、氷の属性を持つ獣の超人であることが露呈。ネプチューンマンを戦慄させる。
2回戦の試合中、ネプチューンマンとのロックアップの際に正体を現し、彼の「審判のロックアップ」を力ずくで解除する。その後、ウォーズマンとのコンビネーションで、ヘル・イクスパンションズを追い込むが、1回戦とは違い得意の残虐ファイトをウォーズマンに制止され、氷河から出してくれたことでの感謝の気持ちと思い通りのファイトをさせてくれないことへの不満の狭間で、次第に苛立ちを募らせていく。ついにはウォーズマンを裏切り、セイウチンを倒されたネプチューンマンに寝返ることとなる。蛍石を食べることで一時的に光ファイバーの能力を得たことでネプチューンマンと共にウォーズマンをツープラトン技で襲撃、さらに彼を庇ったセイウチンの顔をクロス・ボンバーで剥がし、ウォーズマンをKOした後に「新星（ノヴァ）・ヘル・イクスパンションズ」を結成する。その後、突如現れた大魔王サタンの「黒後家蜘蛛の呪い」のエネルギー注入に参加。準決勝前夜、ミートから「宇宙超人大全」を奪い取り、その内容を吸収する。
再度行われた組み合わせで、準決勝では時間超人のタッグ・世界五大厄（ライトニング、サンダー）とソードデスマッチで対決することとなる。試合中、時間超人の「アクセレレイション」を自身の起こした冷気で封じ、2人を短時間で圧倒する活躍を見せたが、絶対的な知性（アブソリュート・フェニックス）を名乗る謎のフード姿の男の念波指示と、ネプチューンマンの指示とのそれぞれの違いに翻弄される。結果的にネプチューンマンの指示に従ったために逆転され、それでも彼を信じていたが、ネプチューンマンの終始一貫しない行動（誓いを破って二度に渡る自分の救出）ぶりに失望。その後、時間が巻き戻った恩恵でマグネットパワーを得るものの、その力をクロス・ボンバーの誤爆に利用した。その結果、ネプチューンマンの左腕を完全に破壊し、僅かな躊躇いの気持ちもフード姿の男の指示に従い切り捨てて、ウォーズマンに続き2度もパートナーへの裏切り（ダブルクロス）を実行、ネプチューンマンに非難の言葉を浴びせて試合を放棄した。その行為を責めるキン肉マンとカオスの言葉には耳を貸さず、「先に誓いを破ったのはヤツの方だ。だから顔面に裏切られた恨みの蹴りの一つでも放ってやりたかったが、今まで育ててくれたことへの情けで、それだけは止めておく」と告げた後、念波を送ってきた謎のフード姿の男と共に去っていった。
『キン肉マン』では「パオーンッ」と叫ぶことが多く、本作でも登場当初はそうだったが、次第に「パゴッパゴッ」と笑うようになる。文庫本『キン肉マンII世』では裏切り者を印象づける紹介をされていた。
後に原作担当の嶋田隆司は、「僕が思ってるマンモスマンと読者が思ってるマンモスマンがちょっとずつズレてるんですよ。そうなるとその超人の行動に共感してもらえない」と反省点の一つに挙げていた。

### 主要対戦成績
- タッグマッチ
  - ○ジャングル・ブックス（ゴリマックス / サバンナ、テディー・クラッシャー）
  - ○チーム・コースマス（スプートニックマン / メテオマン、テディー・クラッシャー）
  - ○ヘルズ・ベアーズ（ウォーズマン、地獄の氷結落とし）※試合途中でヘルズ・ベアーズから脱退、新星（ノヴァ）ヘル・イクスパンションズになる。
  - ×世界五大厄（ライトニング / サンダー、死時計の刻印）※マンモスマンは試合放棄。

## その他
- 『キン肉マンII世〜オール超人大進撃〜』では、「愛知世界びっくり博覧会」のリアル超人パビリオンで、シベリアの永久凍土から発見されたマンモスマンの2万年前の先祖が冷凍マンモスとして展示されている[12]。

- 小説『ディープオブマッスル!!』では氷河時代にユーラシア大陸上で誕生し、食料を求めマンモス族を率いて北アメリカ大陸北西部のアラスカへ渡り、その地で氷漬けとなり長い眠りについていたと説明されており、その1万年後にフェニックスにより氷の中から掘り起こされる結末となっている。

- ゆでたまごは、著書『ゆでたまごのリアル超人伝説』で、「『キン肉マン』においては、悪役のひとりだったが、いずれはベビーフェイスにしてみたい超人のひとり」と述べている[13]。

- 『キン肉マン』に登場するルーツ島の伝説の怪獣「マンモラー」は、マンモスマンの遠縁という説がある[14]。

## 得意技
ビッグ・タスク
顔から伸びる巨大な牙。バッファローマンのロングホーンと並び称されるマンモスマン最大の武器。破壊力はリングの一角をコーナーポストもキャンバスも巻き込んで抉り取り、バッファローマンに正面からの対決を恐怖させるほど。
マンモスマン本人が相手を感知できなくても新鮮な血や汗に反応して自動的に相手に襲い掛かる性質を持つ。マンモスマン自身も例外ではなく、返り血を浴びたりすると自分自身を攻撃してしまう。作中ではロビンマスクに挑発されて深追いしたため、返り血のかかった両肩を刺してしまった。また爪切りで、深ヅメしたときにも酷い目に遭ったという。
本人によると1万年氷河に閉じ込められていた際、偶然ビッグ・タスクが氷河の外に出ていたため、近づく動物から養分を吸い取り生き延びることができたと語る。
ビッグ・タスクファン
キャンバスの一部をビッグ・タスクに刺し、それを仰ぐことにより突風を起こす。ソルジャーのナパーム・ストレッチを阻止するために使用したが、アニメでは鉄柱を投げつけて阻止していたために使われなかった。
ショベル・スクープ
突風で落下してきた相手をキャンバスで打ち上げる。
ショベル・ハンマー
宙に浮いた相手を追撃し、キャンバスで打ち下ろす。
ビッグ・タスク・ドリル
ビッグ・タスクをドリルのように回転させ相手を貫く隠し技。
ブランチ・タスク
相手に受け止められたビッグ・タスクを枝分かれさせ、相手を後から貫く技。「キン肉星王位争奪編」でも使われたが、技名は「究極の超人タッグ編」にてつけられた。
ビッグ・タスク ウィズ ノーズ・フェンシング
ノーズ・フェンシング状にしたパワフル・ノーズと、直線的に伸ばしたビッグ・タスクを同時に相手に向けて突き立てる。
ビッグタスクスープレックス
ビッグ・タスクを相手の脇腹に刺し、両腕を交差させて捕らえてそのままフロント・スープレックスの要領で場外目掛けて投げる。作中ではビッグ・タスクが止められたため、そこから伸びたブランチ・タスクで相手を捕えて技を発動した。
パワフル・ノーズ（ジャンボ・ノーズ）
エレファント・ノーズとも呼ばれるマンモスの長い鼻。ビッグ・タスクと並ぶマンモスマンの特徴的な武器。鞭のように相手を叩いたり、腕の代わりに相手の体に巻き付けたりする他、下記の技がある。
ノーズ・フェンシング
パワフル・ノーズをレイピアの如く鋭く伸ばし、相手を突き刺す技。ビッグ・タスクと並んで多用される。鼻先に本をつけると、その内容を吸収することも可能。
パワフル・ノーズ・ブリーカー（パワフル・ノーズ・バック・ブリーカー）
パワフル・ノーズを伸ばして相手を捕獲、シュミット式バックブリーカーの要領で立てた片膝に叩きつける。
ノーズ・フェンシング・ロケット
一直線に走りながら繰り出すノーズ・フェンシングの加速版。
サンクション・ノーズ・フェンシング
片方のビッグ・タスクに巨大鼻を螺旋状に巻き付けることで強度を増したパワーアップ版ノーズ・フェンシング。
ノーズ・チョップ
鼻で平手打ちを放つように頬を張る技。
ノーズ・アシスト（キャッチャー）
鼻を絡ませることにより、相手を捕縛する技。
ノーズ・フリージング
鼻を振り回して凄まじい吹雪を起こす。この技を利用することで時間超人のアクセレレイションを封じている。キン肉万太郎は永久凍土の中で1万年眠っていた、凍える肉体をもつマンモスマンだからこそできる技と語っている。
ゴースト・キャンバス
相手をリングのキャンバスに逆さに突き刺し、その状態で足からねじりあげる。からまったキャンバスが生き物のように相手の首を引きちぎることから命名。
マンモス・ラリアート
技術よりもパワー重視のラリアット。ノーガードで放つため、反撃を受けやすい。
アイス・ロック・ジャイロ
相手を空中に放り投げ、微妙な捻りや回転を加えることで複雑に飛び回らせ、気化熱で氷漬けにする技。最後は急速冷凍された相手を地面に叩きつけ（アニメではマンモスエルボードロップ）、粉々に粉砕する。ロビンマスクとの対戦時に初めて披露したが、実はフェニックスに裏切られたときのために隠しておいたとっておきの技と発言している。『キン肉マンII世』の「究極の超人タッグ編」で本歴史よりも先行して使われた。
アニメでは相手を放り投げ、何度もパワフル・ノーズで叩くことによって複雑に飛び回らせる技に変更。
マンモスジャベ
うつ伏せの相手の上体を両肩が地面につくように丸め込み、両腕を押さえつけた状態で倒立し、相手の背中に体重を乗せて関節を押しつぶすルチャリブレの技。
イヤーガスト
顔の両側から巨大な両耳（マンモスオレイユ）を出現させる技。大きく仰ぐことにより相手を吹き飛ばすほか、飛行するときの滑空にも使われる。
ブラインドアリー・イヤー
両方の巨大耳で相手を挟み潰すように攻撃。
マッキンリー雪崩落とし
空中に放り投げた相手をアルゼンチンバックブリーカーに捕らえ、横転しキャンバスに叩きつける。

### タッグ技
地獄の三重殺・超人デコレーション・ツリー
知性チームの技。マンモスマンが1人の相手をアルゼンチンバックブリーカーに捕らえると同時に、両膝に残り2人を仰向けに乗せる。そしてフェニックスとプリズマンが逆立ちの状態で、アルゼンチンバックブリーカーに掛けられた相手に首四の字と足四の字を同時に仕掛け、さらに両膝に乗せた相手に体重を掛け責める複合技。
3人で1人の相手を攻撃するバージョンもあり、その場合は空中高く放り投げた相手をフェニックスとプリズマンが首四の字と足四の字に捕らえ、さらにマンモスマンが相手の背中目掛け勢い良くジャンプし、攻撃を加える。
テディー・クラッシャー
ヘルズ・ベアーズのツープラトン。相手を空中に投げ、両脚と胴を自分の脇と股で挟み込むようにクラッチしたツームストーン・パイルドライバーで落下し、ベルモンド（ウォーズマン）が地上でもう1人をベアハッグにかけ、相手の脳天同士を激突させる。
アイスバーグ・アバランチャー
ヘルズ・ベアーズのツープラトン。ウォーズマンが相手にダブルアーム・スープレックスで投げ、飛び上がったところを共に飛び上がり、ウォーズマンの両脚を自らの大腿部に乗せ、ウォーズマンごとそのまま相手を投げる強化型のスープレックス。
グレイシャー・アタック
ヘルズ・ベアーズのツープラトン。ウォーズマンを持ち上げ、そのまま自らの牙の上に錐揉み回転で転がし勢いをつけたフライング・ボディアタック。
フリージット・バックブリーカー
ヘルズ・ベアーズのツープラトン。相手をノーズ・キャッチャーで捕縛し、そのまま頭上高く舞い上げ、ウォーズマンが仰向けになった相手をつかみ、そのまま体重をかけてマンモスマンの膝の上に叩きつける。
地獄の氷結落とし
新星・ヘル・イクスパンションズのツープラトン。ネプチューンマンが対戦相手の腹部にチョッキの針を突き刺すと同時に、相手の背中をビッグ・タスクで刺すことにより完全に動きを封じ、2人で協力してジャーマン・スープレックスの体勢で投げ捨てる。
クロス・ボンバー
ネプチューンマンの左腕、マンモスマンの牙から、それぞれ光ファイバーで繋ぎ前後からネプチューンマンの喧嘩ボンバーとラリアートで打撃を加える。後に時間超人の力で復活したマグネットパワーによるクロス・ボンバーも使用可能となったが、ネプチューンマンに不満を持つマンモスマンが故意に誤爆させた。

## プロフィール
- 分類 - 知性チーム / 正義超人→完璧超人
- 出身 - ユーラシア大陸・シベリア[20] / アラスカ[21][22] /  ロシア[23][24]
- 身長体重 - 279cm 400kg[20]
- 超人強度 - 7800万パワー[20] / 2000万パワー（推定）[25]
- 年齢 - 不明[20]

### 異名
- マンモスマン
  - 知性の超人[26]
  - 超人ハンター[27]（アニメでは超人キラー[28]）
  - 超人破壊師（デストロイヤー）[3]
  - 眠れる暴獣[29]
  - 超人歴史のキーパーソン[30]
  - 何度となく甦る不死身超人[30]
  - 完璧なる”超人破壊者”[30]
  - 知性を持つ野獣[30]
- マイケル
  - ヌイグルミの奥に潜む悪意[30]

### 主な肩書き
- 悪の協調（コンチェルト）（サタン、ネプチューンマン、マンモスマン、ライトニング、サンダー）[31]

## コンピュータゲーム
『キン肉マン キン肉星王位争奪戦』ではステージ4の3人目のボスとして登場。飛び道具の「ビッグ・タスク」と相手を空中に投げ自分も飛び上がって鼻で突き刺す「ノーズ・フェンシング」が必殺技。
『キン肉マンII世 超人聖戦史』では正悪を示す主人公の属性ゲージが一定値なら仲間になるが、中立ルートでないと仲間にする機会がない。
正義ルート
原作と同様。知性チームの中堅として対戦。
フェニックスルート
主人公が知性チームに加入すると、腕試しとして対戦。その後、チームメイトとして加入する。
悪行ルート
邪悪の神の手駒として他のチームメイトと共に主人公の前に立ちはだかる（本人いわく「悪魔退治にきた」）。